# Microplitis hyalinipennis
Microplitis hyalinipennis är en stekelart som beskrevs av Alexeev 1971. Microplitis hyalinipennis ingår i släktet Microplitis och familjen bracksteklar. Inga underarter finns listade i Catalogue of Life.